# Torralba del Burgo
Torralba del Burgo es un núcleo poblacional que actualmente forma parte del municipio de El Burgo de Osma en la provincia de Soria, Comunidad Autónoma de Castilla y León (España). 

## Situación y población
Pertenece a la comarca de Tierras del Burgo y tiene 12 habitantes. Este antiguo municipio soriano por cuyo término pasa el río Abión, afluente del Duero está integrado desde la época de 1970 en el municipio de El Burgo de Osma-Ciudad de Osma. Llegó a contar con más de 300 habitantes.

## Comunicaciones
El núcleo poblacional está comunicado por la carretera nacional N-122 que enlaza la ciudad de Soria, de la que dista 45Km, con la de Valladolid.

## Hidrografía
La hidrografía, centrada sobre el río Abión, se complementa con los arroyos Valdequintana, Valdegarcía, Barranquillos y Valdelpuerco afluentes del Abión. Hay que destacar el manantial conocido como Prado Cubillo.

## Climatología
Clima mediterráneo continentalizado, con veranos secos y con un fuerte contraste térmico entre el día y la noche e inviernos rigurosos y largos. Según la clasificación agroclimática de Papadakis se trata de un clima Mediterráneo templado fresco; con un régimen térmico Pa (patagoniano) al tratarse de un tipo de verano t (Triticum menos cálido), un tipo de invierno Tv (trigo-avena) y una duración media del periodo frío de 9 meses; y con un régimen de humedad ME (Mediterráneo húmedo) y una duración media del periodo seco de 3 meses, situado en la época estival.
| Climograma de Torralba del Burgo (1950-2015) | Climograma de Torralba del Burgo (1950-2015) | Climograma de Torralba del Burgo (1950-2015) | Climograma de Torralba del Burgo (1950-2015) | Climograma de Torralba del Burgo (1950-2015) | Climograma de Torralba del Burgo (1950-2015) | Climograma de Torralba del Burgo (1950-2015) | Climograma de Torralba del Burgo (1950-2015) | Climograma de Torralba del Burgo (1950-2015) | Climograma de Torralba del Burgo (1950-2015) | Climograma de Torralba del Burgo (1950-2015) | Climograma de Torralba del Burgo (1950-2015) |
| --- | -------------------------------------------- | -------------------------------------------- | -------------------------------------------- | -------------------------------------------- | -------------------------------------------- | -------------------------------------------- | -------------------------------------------- | -------------------------------------------- | -------------------------------------------- | -------------------------------------------- | -------------------------------------------- |
| E | F                                            | M                                            | A                                            | M                                            | J                                            | J                                            | A                                            | S                                            | O                                            | N                                            | D                                            |
| 51 7 -3 | 44 9 -3                                      | 46 13 -1                                     | 55 15 1                                      | 67 20 4                                      | 52 25 7                                      | 29 30 9                                      | 28 29 9                                      | 41 24 6                                      | 59 18 3                                      | 59 11 -1                                     | 54 8 -3                                      |
| temperaturas en °C • totales de precipitación en mm |                                              |                                              |                                              |                                              |                                              |                                              |                                              |                                              |                                              |                                              |                                              |
| Conversión sistema imperial\| E \| F \| M \| A \| M \| J \| J \| A \| S \| O \| N \| D \| \| 2 45 27 \| 1.7 48 27 \| 1.8 55 30 \| 2.2 59 34 \| 2.6 68 39 \| 2 77 45 \| 1.1 86 48 \| 1.1 84 48 \| 1.6 75 43 \| 2.3 64 37 \| 2.3 52 30 \| 2.1 46 27 \| \| temperaturas en °F • totales de precipitación en pulgadas \| \| \| \| \| \| \| \| \| \| \| \| |                                              |                                              |                                              |                                              |                                              |                                              |                                              |                                              |                                              |                                              |                                              |
| E | F                                            | M                                            | A                                            | M                                            | J                                            | J                                            | A                                            | S                                            | O                                            | N                                            | D                                            |
| 2 45 27 | 1.7 48 27                                    | 1.8 55 30                                    | 2.2 59 34                                    | 2.6 68 39                                    | 2 77 45                                      | 1.1 86 48                                    | 1.1 84 48                                    | 1.6 75 43                                    | 2.3 64 37                                    | 2.3 52 30                                    | 2.1 46 27                                    |
| temperaturas en °F • totales de precipitación en pulgadas |                                              |                                              |                                              |                                              |                                              |                                              |                                              |                                              |                                              |                                              |                                              |

| Parámetros climáticos promedio de Torralba del Burgo (periodo de referencia: 1950-2015) | Parámetros climáticos promedio de Torralba del Burgo (periodo de referencia: 1950-2015) | Parámetros climáticos promedio de Torralba del Burgo (periodo de referencia: 1950-2015) | Parámetros climáticos promedio de Torralba del Burgo (periodo de referencia: 1950-2015) | Parámetros climáticos promedio de Torralba del Burgo (periodo de referencia: 1950-2015) | Parámetros climáticos promedio de Torralba del Burgo (periodo de referencia: 1950-2015) | Parámetros climáticos promedio de Torralba del Burgo (periodo de referencia: 1950-2015) | Parámetros climáticos promedio de Torralba del Burgo (periodo de referencia: 1950-2015) | Parámetros climáticos promedio de Torralba del Burgo (periodo de referencia: 1950-2015) | Parámetros climáticos promedio de Torralba del Burgo (periodo de referencia: 1950-2015) | Parámetros climáticos promedio de Torralba del Burgo (periodo de referencia: 1950-2015) | Parámetros climáticos promedio de Torralba del Burgo (periodo de referencia: 1950-2015) | Parámetros climáticos promedio de Torralba del Burgo (periodo de referencia: 1950-2015) | Parámetros climáticos promedio de Torralba del Burgo (periodo de referencia: 1950-2015) |
| Mes                                                                                     | Ene.                                                                                    | Feb.                                                                                    | Mar.                                                                                    | Abr.                                                                                    | May.                                                                                    | Jun.                                                                                    | Jul.                                                                                    | Ago.                                                                                    | Sep.                                                                                    | Oct.                                                                                    | Nov.                                                                                    | Dic.                                                                                    | Anual                                                                                   |
| --------------------------------------------------------------------------------------- | --------------------------------------------------------------------------------------- | --------------------------------------------------------------------------------------- | --------------------------------------------------------------------------------------- | --------------------------------------------------------------------------------------- | --------------------------------------------------------------------------------------- | --------------------------------------------------------------------------------------- | --------------------------------------------------------------------------------------- | --------------------------------------------------------------------------------------- | --------------------------------------------------------------------------------------- | --------------------------------------------------------------------------------------- | --------------------------------------------------------------------------------------- | --------------------------------------------------------------------------------------- | --------------------------------------------------------------------------------------- |
| Temp. máx. abs. (°C)                                                                    | 17.6                                                                                    | 21.2                                                                                    | 25.4                                                                                    | 29.0                                                                                    | 33.4                                                                                    | 37.2                                                                                    | 39.5                                                                                    | 39.2                                                                                    | 37.4                                                                                    | 31.1                                                                                    | 24.1                                                                                    | 20.9                                                                                    | 39.5                                                                                    |
| Temp. máx. media (°C)                                                                   | 7.3                                                                                     | 9.0                                                                                     | 12.8                                                                                    | 15.1                                                                                    | 19.9                                                                                    | 25.3                                                                                    | 29.5                                                                                    | 29.2                                                                                    | 24.5                                                                                    | 17.8                                                                                    | 11.3                                                                                    | 7.7                                                                                     | 17.2                                                                                    |
| Temp. media (°C)                                                                        | 2.1                                                                                     | 2.9                                                                                     | 5.7                                                                                     | 7.8                                                                                     | 11.8                                                                                    | 16.1                                                                                    | 19.1                                                                                    | 18.9                                                                                    | 15.3                                                                                    | 10.4                                                                                    | 5.4                                                                                     | 2.6                                                                                     | 9.9                                                                                     |
| Temp. mín. media (°C)                                                                   | −3.2                                                                                    | −3.1                                                                                    | −1.4                                                                                    | 0.7                                                                                     | 4.0                                                                                     | 7.2                                                                                     | 9.0                                                                                     | 8.8                                                                                     | 6.2                                                                                     | 3.0                                                                                     | −0.6                                                                                    | −2.5                                                                                    | 2.9                                                                                     |
| Temp. mín. abs. (°C)                                                                    | −21.1                                                                                   | −20.8                                                                                   | −16.4                                                                                   | −9.4                                                                                    | −5.9                                                                                    | −5.1                                                                                    | −0.3                                                                                    | −1.5                                                                                    | −4.2                                                                                    | −8.3                                                                                    | −14.1                                                                                   | −19.3                                                                                   | −21.1                                                                                   |
| Precipitación total (mm)                                                                | 50.7                                                                                    | 44.1                                                                                    | 46.0                                                                                    | 55.1                                                                                    | 67.2                                                                                    | 52.4                                                                                    | 29.3                                                                                    | 28.1                                                                                    | 41.3                                                                                    | 58.9                                                                                    | 59.1                                                                                    | 54.4                                                                                    | 586.6                                                                                   |
| Días de precipitaciones (≥ 0.1 mm)                                                      | 17.0                                                                                    | 15.0                                                                                    | 14.6                                                                                    | 16.3                                                                                    | 17.4                                                                                    | 14.1                                                                                    | 9.4                                                                                     | 9.4                                                                                     | 11.8                                                                                    | 15.0                                                                                    | 15.5                                                                                    | 15.8                                                                                    | 171.3                                                                                   |
| Fuente: Agencia Estatal de Meteorología y Universidad de Cantabria                      |                                                                                         |                                                                                         |                                                                                         |                                                                                         |                                                                                         |                                                                                         |                                                                                         |                                                                                         |                                                                                         |                                                                                         |                                                                                         |                                                                                         |                                                                                         |

## Fauna
En medio de una comarca que destaca por su riqueza natural y en la que se mantiene una alta diversidad biológica es todavía frecuente encontrar animales como el corzo y el jabalí y en los ríos y arroyos barbos y truchas completados por una vegetación donde abunda el pino y el roble.

## Historia
En el censo de 1879, ordenado por el conde de Floridablanca,  figuraba como villa eximida en la Intendencia de Soria, con jurisdicción de realengo y bajo la autoridad del alcalde ordinario. Contaba con 243 habitantes.

## Demografía
| Gráfica de evolución demográfica de Torralba del Burgo entre 1842 y 1960 |
| |
| Población de derecho según los censos de población del INE Población de hecho según los censos de población del INEEn estos censos se denominaba Torralba: 1842 y 1857 Entre el censo de 1857 y el anterior, crece el término del municipio porque incorpora a 425100 (Santiuste) Entre el censo de 1970 y el anterior, este municipio desaparece porque se integra en el municipio 42043 (El Burgo de Osma) |

### Economía
La economía es eminentemente agrícola y ganadera. Los principales productos agrícolas son la cebada, el trigo, el centeno y el girasol. Mientras que la ganadería se centra en el ganado ovino y bovino.

## Monumentos
Los edificios más destacados de Torralba del Burgo son los de carácter religioso en particular los siguientes:
- Iglesia parroquial de San Juan Bautista, que mantiene elementos constructivos góticos.
- Ermita de San Pablo,
- Ermita de la Virgen de la Esperanza, situada en el cementerio de la localidad es una construcción de tres cuerpos con ábside cuadrado realizada en mampostería con finalizaciones en sillar y ladrillo.

Hay restos de algún molino.

## Fiestas y cultura
Las fiestas mayores se realizan el 6 y 7 de agosto aunque hay también otras fiestas en referencia con los santos de las ermitas del antiguo municipio como la de la Virgen de la Esparanza que tiene lugar el 18 de diciembre.
El martes de carnaval se realizan las hacendadas (trabajo realizado por la comunidad para la construcción o reparación de elementos comunes). En este caso, convertido ya en tradición social y festiva el ayuntamiento pone a disposición de los participantes vino mientras que ellos aportan diferentes productos para realizar una merienda en común.
En Torralba se sigue realizando la petición de la gallofa, petición de viandas casa por casa para la celebración posterior de una merienda o cena.
Una de las tradiciones más arraigadas y típicas de la localidad es el canto de las albadas en las bodas. Las albadas son canciones que se ofrecen a los recién casados justo antes del comienzo de la cena de bodas.
La gastronomía está centrada en los productos típicos y comunes de la comarca y su plato más relevante es la caldereta de oveja.